# Club Deportivo Roquetas
El Club Deportivo Roquetas és un club de futbol de la ciutat de Roquetas de Mar, a Andalusia. Fundat el 1970, prenent el relleu de l'antic Roquetas Club de Fútbol, en la temporada 2011-12 milita al grup 4 de la Segona Divisió B.

## Uniforme
- Primera equipació: Samarreta vermella, pantaló i mitges blau marí.
- Segona equipació: Samarreta groget, pantaló i mitges blau.

## Estadi
El CD Roquetas juga els seus partits com a local al Estadio Municipal Antonio Peroles, inaugurat el 15 de juny de 2005. La nova instal·lació es va construir amb motiu dels Jocs del Mediterrani de 2005, celebrats a Almeria, dels quals Roquetas de Mar en va ser subseu. Fins a 1998 el Roquetas havia jugat al Campo de la Algaida, i entre 1998 i 2005 a l'Estadio Municipal Los Bajos.
L'Antonio Peroles té una capacitat per a 9.000 espectadors i disposa d'una pista d'atletisme que envolta el terreny de joc, de gespa natural i dimensions 104 x 65 metres.

## Dades del club
- Temporades a Primera Divisió: 0
- Temporades a Segona Divisió A: 0
- Temporades a Segona Divisió B: 4 (comptant la 2011-12)
- Temporades a Tercera Divisió: 20
- Millor posició a la lliga: 7è (Segona Divisió B, temporada 2010-11)
- Pitjor posició en categoria nacional: 19è (Tercera Divisió, temporada 1987-87)

## Palmarès
- 1 Campionat de lliga de Tercera Divisió (temporada 2007-08).